# 손하윤
손하윤(2007년 10월 27일 ~ )은 대한민국의 테니스 선수이다.